# Čókai
Čókai (japonsky 鳥海山, Čókai-san) je velký stratovulkán nacházející se v severovýchodní části ostrova Honšú asi 15 km východně od pobřeží Japonského moře. Leží přesně na hranici mezi prefekturou Akita a prefekturou Jamagata. S výškou 2 233 m je to zároveň nejvyšší vrch této oblasti. Kvůli symetrickému kónickému tvaru je sopka místními také nazývána Akita Fudži (秋田富士) anebo Dewa Fudži (出羽富士).
Komplex je tvořený dvěma překrývajícími se stratovulkány. Starší, západní stratovulkán je ukončený kalderou podkovovitého tvaru. Mladší, východní člen komplexu začal se svojí činností před cca 20 000 lety a taktéž je zakončený kalderou podkovovitého tvaru. Postkalderové stádium sopečné aktivity dalo vzniknout dvěma lávovým dómům na jihovýchodním okraji kaldery.
Podle hory Čókai byly pojmenovány celkem tři lodi: dělový člun Čókai japonského císařského námořnictva z let 1887 až 1912, těžký křižník Čókai stejného námořnictva z let 1932 až 1944 a raketový torpédoborec Čókai Japonských námořních sil sebeobrany.